# Fotoluminescenza
Il termine fotoluminescenza indica l'insieme dei processi grazie ai quali determinate sostanze assorbono, sotto l'effetto di una radiazione elettromagnetica incidente, fotoni per poi riemetterli esse stesse in tutte le direzioni.
Dal punto di vista della meccanica quantistica questo fenomeno può essere spiegato considerando l'eccitazione ad uno stato energetico più alto, seguito dal ritorno allo stato precedente, con conseguente riemissione di fotone. La fotoluminescenza è una delle varie forme in cui si manifesta la luminescenza (emissione di luce), da distinguere dalla fotoeccitazione (eccitazione da fotoni). L'intervallo di tempo tra l'assorbimento e l'emissione è tipicamente molto breve, dell'ordine di 10 nanosecondi. Comunque, in circostanze particolari, tale intervallo può essere esteso a periodi di alcuni minuti oppure ore.
Gli stati energetici chimicamente disponibili e le transizioni consentite (quindi, le lunghezze d'onda accettabili) sono determinate dalle leggi della Meccanica Quantistica. Una comprensione basilare dei principi coinvolti può essere ottenuta studiando le configurazioni elettroniche e gli orbitali molecolari di semplici atomi o molecole.
Comprende i fenomeni della fluorescenza (decadimento istantaneo) e della fosforescenza (decadimento che continua anche dopo aver cessato di irradiare il campione).